# Lanciafiamme Mod. 41
Il Lanciafiamme Spalleggiato Mod. 41 fu un lanciafiamme impiegato dal Regio Esercito durante la seconda guerra mondiale. Il Mod. 41, deriva dal Lanciafiamme Mod. 40. Venne impiegato in particolare durante la campagna di Tunisia. La nuova arma nasce dalla necessità di ovviare all'eccessivo peso dei due precedenti modelli e, pur adottandone la configurazione generale e le soluzioni tecniche, presenta un peso di soli 18 chilogrammi grazie al ricorso all'alluminio e ad una riduzione della capacità dei serbatoi.

## Tecnica
L'arma Mod. 41 è composta essenzialmente da tre elementi: il serbatoio, la lancia ed il sistema di accensione.
Il serbatoio, spalleggiabile tramite due cinghie di trasporto e bastino imbottito, è composto da due bombole in alluminio identiche, affiancate e collegate fra loro da due tubi collettori, destinate al trasporto del liquido infiammabile, costituito da 9 parti di gasolio o altro olio minerale ed 1 parte di benzina. Sul serbatoio sinistro è installato il manometro, mentre il destro ha superiormente il bocchettone per la ricarica del liquido mentre inferiormente, sul lato, è collegato il collettore con l'attacco a giunto sferico per il tubo, rigido o flessibile, della lancia. Tra i due serbatoi e collegata ad essi è fissata una terza bombola per il gas inerte per la propulsione del liquido, costituito da azoto che viene caricato superiormente da una valvola. La lancia, in lega leggera, presenta una valvola di comando del flusso del liquido e termina in volata con una flangia (detta "cartoccia") che ospita il sistema d'accensione. Questo è ripreso da quello del Mod. 40 ed è costituito da un magnete ad alta tensione attivato da una turbinetta; sul Mod. 40 essa è messa in moto dal liquido combustibile, con l'inconveniente di rallentare il flusso in uscita dalla lancia e di accorciare i dardi; per ovviare a questo inconveniente sul Mod. 41 la turbinetta è azionata dal flusso di gas inerte in pressione. Il collegamento elettrico, lungo il tubo flessibile e la lancia, alimenta una comune candela di accensione per auto posta nella flangia; lo scoccare della scintilla incendia il getto. È comunque presente un sistema sussidiario costituito da un "bengalotto", ovvero un ordigno pirotecnico a combustione lenta che va acceso per sfregamento in vista dell'utilizzo dell'arma; bruciando per 2 minuti, al momento del passaggio del getto di liquido infiammabile, comandato dalla leva sulla lancia, esso incendia il getto.